# Onthophagus nefarius
Onthophagus nefarius es una especie de insecto del género Onthophagus, familia Scarabaeidae, orden Coleoptera.

## Historia
Fue descrita científicamente por Balthasar en 1963.